# Homunculus (mangá)
Homunculus é uma série de mangá Seinen, escrita por Hideo Yamamoto. No Japão, serializado pela Big Comic Spirits, o livro foi finalizado com 15 volumes em 2011. Lançado e já finalizado no Brasil pela Editora Panini.

## Enredo
Susumu Nakoshi, 34 anos, é um sujeito estranho. Morando em um velho KIA, estacionando ao lado de um grande parque, ele passa seus dias entre os mendigos conversando, se alimentando e trazendo saquê para eles. Nakoshi porém não é um mendigo, sempre em seu terno, ele é classificado como "sem-teto com terno" pelos demais mendigos. Todos os dias, no final da tarde Nakoshi passeia pela cidade, volta para o parque, janta com os mendigos e vai dormir em seu carro. Um sujeito misterioso com um passado igualmente misterioso: dependendo de quem pergunte, a resposta sobre o quem ele é e o que faz varia. A verdade é que para Nakoshi nada importa, nem ele nem ninguém, apenas seu carro é importante nessa vida.
Ele é um mitomaníaco, ou seja, pessoa que mente para os outros buscando mentir para si mesmo.
Certo dia, um estranho sujeito, Manabu Ito, aparece para Nakoshi e lhe faz uma proposta de 700 mil ienes para que Nakoshi se submeta a um bizarro experimento: a trepanação; uma cirurgia que consiste na abertura de um orifício no crânio do paciente, realizada desde a antiguidade com o objetivo de eliminar maus espíritos e demônios, ou ainda desenvolver dons paranormais. Nakoshi inicialmente recusa, mas depois de ter seu carro rebocado, aceita servir de cobaia. Após o experimento, Nakoshi passa a sofrer alucinações relacionadas aos traumas de pessoas ao seu redor.

## Personagens
- Susumu Nakoshi é um homem de meia idade que vive em seu carro. Gasta seu tempo em um parque com mendigos e em um hotel de luxo, ele é escolhido por Manabu Ito para ser a cobaia do seu experimento já que ele não é nem um rico egocêntrico nem um pobre desabrigado. Após a trepanação ele passa a ver "monstros" em cada ser humano, coisas que assombram ou perturbam as pessoas. Estudando a natureza humana e observando o erro dos outros, ele vai tentar entender a si mesmo graças a esse estranho sexto sentido.
- Manabu Ito é um rico estudante de medicina de 22 anos com bastante conhecimento na área da psicologia humana e fisiologia. No entanto, sua grande preocupação se encontra em realizar a cirurgia conhecida como trepanação. Para fazer isso, ele busca o paciente ideal, Nakoshi, que vive no limite entre dois mundos. Nakoshi aceita ser sua cobaia por dinheiro. Ito avisa que o procedimento envolve perfurar um pequeno buraco no crânio, o que possivelmente permite o desenvolvimento do sexto sentido.